# 缪海稜
缪海稜（1915年9月9日—1996年），原名缪光钦，别名雷波，笔名海稜、问津等。四川西昌人。新闻记者、诗人、新华社副社长。第三届全国人民代表大会代表。

## 生平
1936年在四川大学外语系读书时，参加中华民族解放先锋队。1938年初赴延安。1938年4月加入中国共产党。
被推选为中国青年新闻记者学会延安分会理事兼秘书。
同时担任中华全国新闻工作者协会理事、1980年中国作家协会会员、中华诗词学会理事。